# 182.ª Divisão de Infantaria (Alemanha)
A 182ª Divisão de Infantaria (em alemão:182. Infanterie-Division) foi uma unidade militar que serviu no Exército alemão durante a Segunda Guerra Mundial.

## Comandantes
| Comandante                      | Data                                   |
| ------------------------------- | -------------------------------------- |
| Generalleutnant Richard Baltzer | 1 de abril de 1945 - 8 de maio de 1945 |

## Oficiais de operações
| Major Gehrke | 2 de março de 1945-8 de maio de 1945 |

## Área de operações
| Eslováquia | abril de 1945 - maio de 1945 |